# Lijst van Viridasiidae
De lijst van Viridasiidae is een lijst van alle soorten spinnen die behoren tot de familie Viridasiidae.

## Viridasius
Viridasius Simon, 1889
- Viridasius fasciatus (Lenz, 1886)

## Vulsor
Vulsor Simon, 1889
- Vulsor bidens Simon, 1889
- Vulsor isaloensis (Ono, 1993)
- Vulsor occidentalis Mello-Leitão, 1922
- Vulsor penicillatus Simon, 1896
- Vulsor quartus Strand, 1907
- Vulsor quintus Strand, 1907
- Vulsor septimus Strand, 1907
- Vulsor sextus Strand, 1907